# Schwenowsee
Der Schwenowsee ist ein 25 Hektar umfassender Natursee im Brandenburger Landkreis Oder-Spree. Das Gewässer liegt in Schwenow, einem Gemeindeteil der Kleinstadt Storkow, der zum Storkower Ortsteil Limsdorf gehört. Der Kern des namengebenden Dorfs Schwenow befindet sich nordwestlich des Sees.
Der von Wald und Bruchwald umgebene See wird von zwei Gräben gespeist. Der Abfluss erfolgt über den Schwenowseegraben in den östlich benachbarten Drobschsee, dem südlichsten Gewässer einer fünfteiligen Seenkette, die vom Blabbergraben verbunden und von Nord nach Süd in die Krumme Spree zwischen Kossenblatt und Werder entwässert wird. Der Schwenowsee gehört zum Naturpark Dahme-Heideseen und zum FFH-/Naturschutzgebiet Schwenower Forst.

## Naturraum und Lage
Der Schwenowsee liegt auf dem südwestlichen Ausläufer der Beeskower Platte, die als Nr. 824 in den Naturräumlichen Haupteinheiten Deutschlands in der Haupteinheitengruppe Nr. 82 Ostbrandenburgisches Heide- und Seengebiet geführt wird. Im Untergrund der Platte überwiegen Saaleeiszeitliche Grundmoränenflächen, die weitgehend von flachwelligen Endmoränenbildungen der letzten Eiszeit überlagert werden.

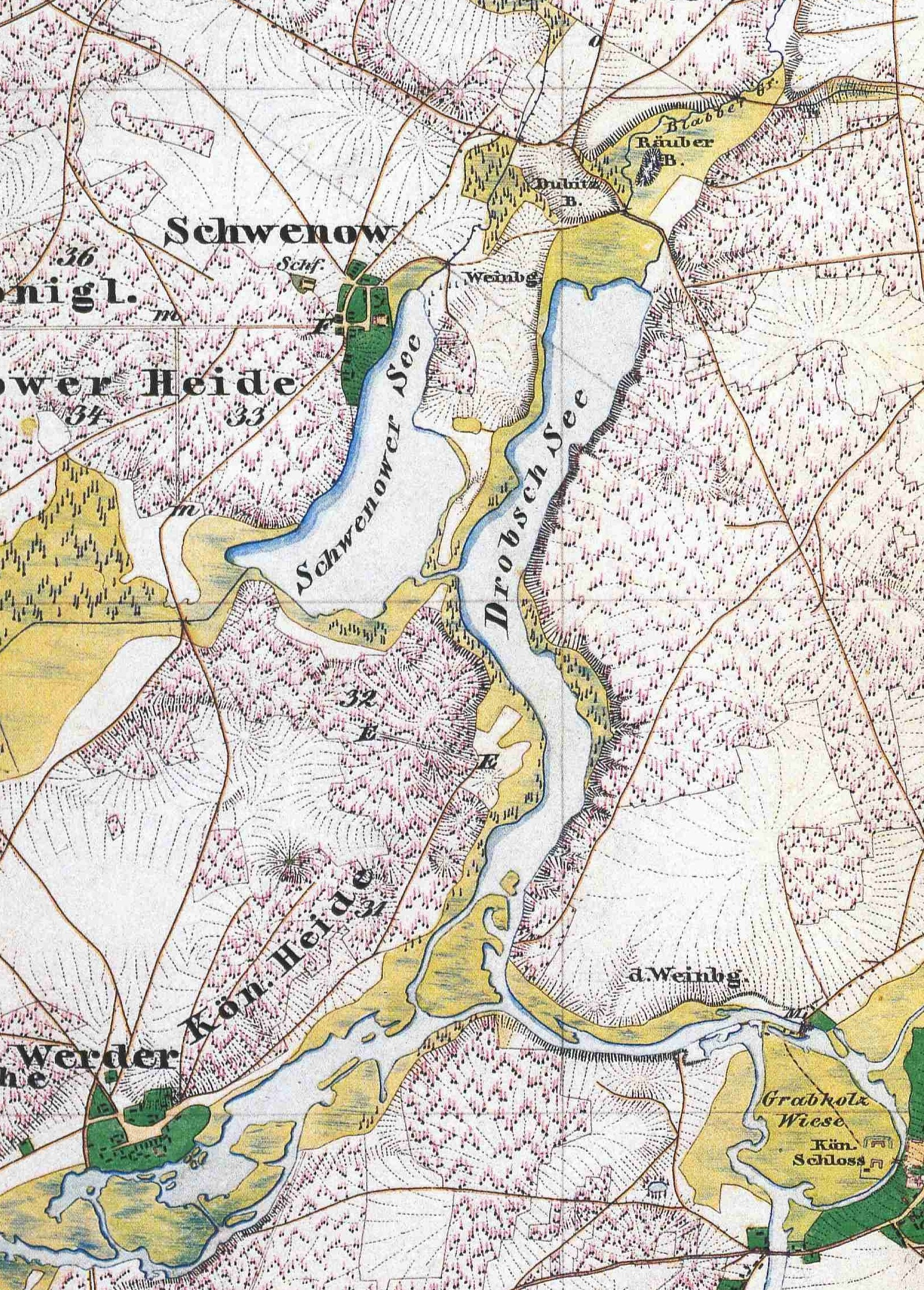
Schwenowsee und Drobschsee in der Preußischen Uraufnahme von 1846. Die Nordbucht des Schwenowsees ist heute weitgehend verlandet, sodass Schwenow nicht mehr direkt an das Seeufer grenzt. Ansonsten ist die Seeform weitgehend unverändert. Der
Drobschsee, der sich hier noch bis zur Spree erstreckt, endet heute gleichauf mit dem Südufer des Schwenowsees. Der restliche, verlandete Teil wird vom Blabbergraben durchflossen und gehört zum Naturentwicklungsgebiet Drobschseerinne im NSG Schwenower Forst.

Der See befindet sich im südöstlichen Eck der Gemarkung Limsdorf, einem Ortsteil der Kleinstadt Storkow. Der Dorfkern Limsdorfs liegt rund drei Kilometer nordwestlich. Die Entfernung zum Zentrum des namengebenden Dorfs Schwenow, das zu Limsdorf gehört, beträgt rund 380 Meter. Parallel zum Südufer verläuft die Grenze zu Werder, parallel zum Ostufer die Grenze zu Görsdorf – beides Ortsteile der Gemeinde Tauche. Rund 400 Meter östlich des Sees führt die Kreisstraße 6726 vorbei, die Schwenow nach Nordwesten mit Limsdorf und nach Süden mit Werder verbindet. Die teils vermoorten Uferzonen des Sees sind nur an wenigen Stellen zugänglich; ein Rundweg um den See existiert nicht.

## Gewässerprofil und Hydrologie
Die Fläche des Schwenowsees beträgt 24,723 Hektar, sein Umfang 2,339 Kilometer. Das wenig strukturierte, in etwa rechteckige Seebecken erstreckt sich mit einer Länge von rund 850 Metern von Nordosten nach Südwesten. Seine maximale Breite von West nach Ost liegt bei rund 420 Metern. Der See wird vom Schwenowseegraben und einem namenlosen Wassergraben gespeist. Der namenlose Graben entwässert ein Feuchtgebiet südwestlich des Sees, das heute von mehreren Gräben durchzogen wird und in einem Hauptgraben zusammenfließt, der am Südwestufer in den See mündet. Im nebenstehenden (rechts) Schmettauschen Kartenwerk von 1767/87 ist das Feuchtgebiet noch als ausgeprägte sumpfige Niederung zwischen dem Schwenowsee und der Spree eingezeichnet, die über den Werderschen Damm passiert wurde.
Der Schwenowseegraben mündet in die verbliebene, großteils verlandete Nordbucht des Sees. Das 7,976 Kilometer lange Fließ entspringt im Offenland östlich von Behrensdorf, einem Ortsteil von Rietz-Neuendorf. Er unterquert die Landesstraße 422 zwischen Behrensdorf und Ahrensdorf und die Landesstraße 42 zwischen Limsdorf und Ahrensdorf, durchströmt zwei kleinere Seen und fließt in seinem weiteren Verlauf von Nordwest nach Südost zuletzt durch ein Waldgebiet. Am unteren Ostufer tritt er aus dem Schwenowsee wieder aus und führt die Wasser auf einem letzten, rund 280 Meter langen Teilstück dem Drobschsee zu. In seinen oberen Teilen liegt der Schwenowseegraben allerdings streckenweise trocken. Er ist Teil des „Gewässerentwicklungskonzepts (GEK) Krumme Spree“ zur naturnahen Entwicklung von Fließgewässern im Rahmen der EU-Wasserrahmenrichtlinie (WRRL), das seine Durchgängigkeit wie auch die Durchgängigkeit des teils verrohrten Blabbergrabens und weiterer Bäche der Region wiederherstellen will.

## Naturschutz, Flora und Fauna
Der Schwenowsee gehört zum 746 Hektar umfassenden Naturschutzgebiet Schwenower Forst. Das seit 2004 geschützte Gebiet ist zudem als FFH-Gebiet im Natura 2000 Verbund ausgewiesen. Der Steckbrief des Bundesamtes für Naturschutz (BfN) charakterisiert das FFH-Gebiet unter der Nummer 3850-301 wie folgt: Ausgedehntes Waldgebiet mit strukturreichen Laubmischwäldern unterschiedlicher Feuchtestufe, eingeschaltet eine Reihe mesotropher Moore. Randlich Grünlandflächen mit nährstoffarmen Wiesen sowie Fließgewässerabschnitte mit Altwässern. Der See verfügt weitgehend über naturnahe Uferbereiche und stellenweise über ausgedehnte Röhrichtbestände. Die an den Hängen des Schwenowsees und Drobschsees ehemals reichen Vorkommen des gemäß Bundesartenschutzverordnung (BArtSchV) in Deutschland „besonders geschützten“ Leberblümchens konnten im Jahr 2013 nicht mehr nachgewiesen werden.

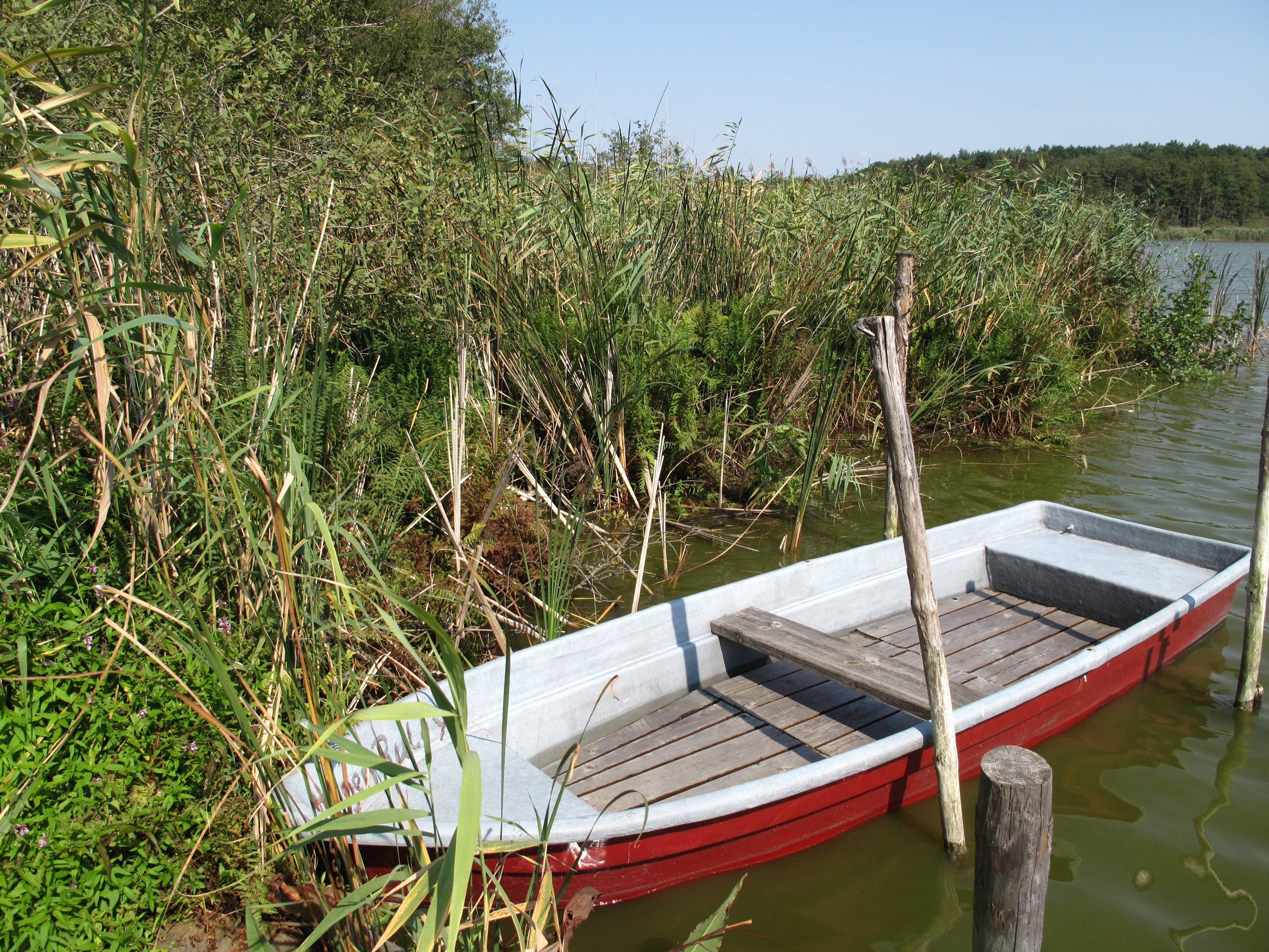
Röhrichtgürtel am Westufer

Der Fischotter, Tier des Jahres 1999 in Deutschland und in Brandenburg vom Aussterben bedroht, ist im Schwenowsee und im benachbarten Drobschsee inzwischen wieder ständig präsent. Der an das Wasserleben angepasste Marder zählt zu den besten Schwimmern unter den Landraubtieren. Einen großen Teil seines Beutespektrums stellen Fische dar, wobei er überwiegend kleine Fischarten erbeutet und darunter vor allem langsame und geschwächte Tiere. Ihm kommt daher eine Rolle bei der Gesunderhaltung der Fischbestände zu.
Zu den Hauptfischarten des Schwenowsees zählen Hecht, Barsch, Rotauge, Rotfeder und der laut Roter Liste Brandenburg im Bestand zurückgehende Aal. Der See zählt zu den Angelgewässern der Storkower Fischgenossenschaft. Allerdings ist das Angeln laut Verordnung über das Naturschutzgebiet Schwenower Forst nur vom Boot aus erlaubt. Zudem muss jedes Boot gekennzeichnet und bei der unteren Naturschutzbehörde registriert werden. Zur Zeit des Inkrafttretens der Verordnung im Jahr 2004 waren auf dem Schwenowsee sechs Angelkähne oder Ruderboote zugelassen. Ansonsten sind Wasserfahrzeuge aller Art einschließlich Surfbretter oder Luftmatratzen auf dem See verboten.

## Ersterwähnungen und Namengebung
Das Gewässer wurde erstmals im Erbregister der Herrschaft Beeskow von 1514 als Schweno See urkundlich erwähnt. Unter der Zusammenstellung zum Dorf Schweno heißt es:

„III huefen hatt der Schultze, ist ein Mann Lehn, mußs es empfangen vndt Lehn wahre gebben. Dienet mit Egen vndt wagen vundt entrichtet der Herrschaft vundt landt Knechten die ablager, wie andere Schultzen, hatt fischerey für sein haußs haltung mit kleinen Zeuge auf den Schweno See, doch außser der leichzeit, […].[…] Wann die gemeine den See Schweno mit Kleinen gezeuge fischen wollen, müßsen sie mitten, allso auch das Raffholtz, Bawholtz müßsen sie kauffenn.“

Der See wurde nach dem Dorf Schwenow benannt, das erstmals 1490 als Swehn dokumentiert ist. 1496 findet sich die Schreibweise Schweyn, 1514 Schweno, 1517 Schwynaw und 1584 die heutige Form Schwenow. Der spät überlieferte Name ist slawischen Ursprungs. Für am wahrscheinlichsten hält die etymologische Forschung eine Ableitung aus der altsorbischen Grundform *Svin’e = Ort, wo Wildschweine vorkommen, zu altsorbisch *svin’a = Schwein (vergleiche niedersorbisch swinja und obersorbisch swinjo = Schwein). Als Vergleichsname wird unter anderem der ehemalige Name Svine, Schwina des Ortes Emstal angegeben.